# Saison 1911-1912 de l'ANH
Saison précédente Saison suivante
La saison 1911-1912 est la troisième saison de l'Association nationale de hockey. Après deux saisons, les O'Brien mettent fin aux opérations de Creamery Kings de Renfrew ce qui fait qu'il ne reste plus que quatre équipes dans l'ANH qui est concurrencée par la nouvelle l'Association de hockey de la Côte du Pacifique (également connu sous son nom anglais de Pacific Coast Hockey Association ou sous son sigle PCHA). Les Bulldogs de Québec, dans leur deuxième saison, finissent en-tête et sont récompensés par le Trophée O'Brien. Ils gagnent par la suite la Coupe Stanley.

## Contexte
Le 7 décembre 1911, les frères Patrick se servent des finances de leur père, Joseph Patrick, et annoncent la création d'une nouvelle ligue : l'Association de hockey de la Côte du Pacifique. La famille O'Brien décide quant à elle de ne plus poursuivre leurs investissements dans le monde du hockey et ils mettent fin aux opérations de leur équipe des Creamery Kings de Renfrew. Deux nouvelles équipes de la ville de Toronto sont censées faire leurs débuts dans l'ANH mais l'Arena Garden n'étant pas encore prêt, ni les « Torontos » ni les Tecumsehs de Toronto ne participent à cette saison.
L'ANH décide de faire un changement radical dans son jeu avec l'abandon du poste de rover,. De plus, les maillots des joueurs portent désormais des numéros et chaque équipe a le droit d'avoir neuf joueurs au total.
Le retrait de la formation de Renfrew entraîne une redistribution des joueurs de l'équipe entre les différentes formations restantes. Mais de nombreux joueurs quittent l'ANH pour rejoindre les rangs de la PCHA dont Édouard « Newsy » Lalonde qui quitte les Canadiens de Montréal pour finir meilleur buteur de la saison de la PCHA,.
Derniers de la saison précédente, les joueurs de Québec remportent le titre de champions de l'ANH et de la Coupe Stanley avec dix victoires et huit défaites. Ils finissent avec seulement une victoire de plus qu'Ottawa et deux de plus que les Canadiens, derniers de la saison. Ottawa et Québec se rencontrent pour la dernière fois de la saison le 2 mars ; alors qu'il ne reste que sept secondes de jeu dans le match, Joe Malone, le capitaine de l'équipe, inscrit le but égalisateur et finalement plus de vingt minutes sont nécessaires pour départager les deux formations. Joe Hall offre la victoire à Québec, la première place puis la Coupe Stanley en battant l'équipe de Moncton.

## Résultats

### Classement de la saison régulière
| Clt   | Équipe                  | PJ | V  | D  | N | BP | BC | Pts |
| ----- | ----------------------- | -- | -- | -- | - | -- | -- | --- |
| +001, | Club de hockey Québec   | 18 | 10 | 8  | 0 | 81 | 79 | 20  |
| +002, | Club de hockey d'Ottawa | 18 | 9  | 9  | 0 | 99 | 83 | 18  |
| +003, | Wanderers de Montréal   | 18 | 9  | 9  | 0 | 95 | 96 | 18  |
| +004, | Canadiens de Montréal   | 18 | 8  | 10 | 0 | 59 | 66 | 16  |

- Champion de la saison régulière

### Meilleurs buteurs

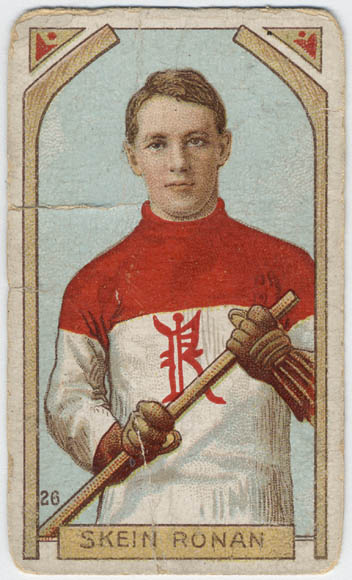
Skene Ronan, meilleur buteur du circuit.

Skene Ronan est le meilleur buteur de la saison avec 35 réalisations dont 8 lors d'une victoire 17-5 des Sénateurs contre les Wanderers.
| Joueur           | Équipe    | PJ | B  | Pun |
| ---------------- | --------- | -- | -- | --- |
| Skene Ronan      | Ottawa    | 18 | 35 | 5   |
| Didier Pitre     | Canadiens | 18 | 27 | 40  |
| Ernie Russell    | Wanderers | 18 | 27 | 110 |
| Albert Kerr (en) | Ottawa    | 18 | 24 | 35  |
| Odie Cleghorn    | Wanderers | 17 | 23 | 0   |
| Joe Malone       | Québec    | 18 | 21 | 0   |
| Edward Oatman    | Québec    | 18 | 20 | 20  |
| Jack McDonald    | Québec    | 17 | 18 | 0   |
| Art Ross         | Wanderers | 18 | 16 | 35  |
| Gordon Roberts   | Wanderers | 18 | 16 | 0   |